# Società Sportiva Ternana 1949-1950
Questa voce raccoglie le informazioni riguardanti la Società Sportiva Ternana nelle competizioni ufficiali della stagione 1949-1950.

## Rosa
| N. |                   | Ruolo | Calciatore           |
| -- | ----------------- | ----- | -------------------- |
|    | Italia (bandiera) | D     | Elidio Alberetti     |
|    | Italia (bandiera) | D     | Barberini            |
|    | Italia (bandiera) | C     | Angelo Basilico      |
|    | Italia (bandiera) | A     | Giancarlo Bellaccini |
|    | Italia (bandiera) | A     | Alfredo Ciucci       |
|    | Italia (bandiera) | A     | Gino Colaussi        |
|    | Italia (bandiera) | A     | P. Conti             |
|    | Italia (bandiera) | C     | Aldo Corpetti        |
|    | Italia (bandiera) | P     | Rosolino De Angelis  |
|    | Italia (bandiera) | D     | Rocco Di Cintio      |
|    | Italia (bandiera) |       | Vimero Fausti        |
|    | Italia (bandiera) | A     | Dante Larena         |
|    | Italia (bandiera) | A     | Pietro Leone         |

| N. |                   | Ruolo | Calciatore         |
| -- | ----------------- | ----- | ------------------ |
|    | Italia (bandiera) | D     | Adalberto Lepri    |
|    | Italia (bandiera) | D     | Romolo Lestini     |
|    | Italia (bandiera) | D     | Edoardo Mandich    |
|    | Italia (bandiera) | A     | Giuseppe Mazzoleni |
|    | Italia (bandiera) | D     | Niclo Menicocci    |
|    | Italia (bandiera) | A     | Andrea Mirabelli   |
|    | Italia (bandiera) | C     | Italo Pattelli     |
|    | Italia (bandiera) | P     | Mariano Pazzi      |
|    | Italia (bandiera) | C     | Fabio Roccheggiani |
|    | Italia (bandiera) | A     | Armando Serlupini  |
|    | Italia (bandiera) | C     | Orlando Strinati   |
|    | Italia (bandiera) | A     | Sergio Turrini     |

## Risultati

### Serie C

#### Girone di andata
| Terni 1ª giornata | Ternana | 1 – 0 | Rosignano Solvay | Stadio Viale Brin |

| Arezzo 2ª giornata | Arezzo | 2 – 2 | Ternana |  |

| Terni 3ª giornata | Ternana | 2 – 0 | Carrarese | Stadio Viale Brin |

| Pistoia 4ª giornata | Pistoiese | 2 – 2 | Ternana |  |

| Terni 5ª giornata | Ternana | 0 – 1 | Sambenedettese | Stadio Viale Brin |

| Siena 6ª giornata | Siena | 4 – 0 | Ternana |  |

| Terni 7ª giornata | Ternana | 2 – 0 | Piombino | Stadio Viale Brin |

| Tivoli 8ª giornata | Tivoli | 1 – 0 | Ternana |  |

| Ancona 9ª giornata | Anconitana | 4 – 2 | Ternana |  |

| Terni 10ª giornata | Ternana | 0 – 2 | Cagliari | Stadio Viale Brin |

| Terni 11ª giornata | Ternana | 0 – 2 | Carbosarda | Stadio Viale Brin |

| Macerata 12ª giornata | Maceratese | 4 – 0 | Ternana |  |

| Terni 13ª giornata | Ternana | 1 – 2 | Vigor Fucecchio | Stadio Viale Brin |

| Latina 14ª giornata | Latina | 4 – 0 | Ternana |  |

| Terni 15ª giornata | Ternana | 1 – 1 | Perugia | Stadio Viale Brin |

| Terni 16ª giornata | Ternana | 2 – 0 | Le Signe | Stadio Viale Brin |

| Monsummano Terme 17ª giornata | Monsummanese | 1 – 1 | Ternana |  |

| Terni 18ª giornata | Ternana | 0 – 2 | Grosseto | Stadio Viale Brin |

| Terni 19ª giornata | Ternana | 1 – 3 | Pescara | Stadio Viale Brin |

| Jesi 20ª giornata | Jesina | 4 – 2 | Ternana |  |

#### Girone di ritorno
| Rosignano Marittimo 21ª giornata | Rosignano Solvay | 1 – 0 | Ternana |  |

| Terni 22ª giornata | Ternana | 2 – 0 | Arezzo | Stadio Viale Brin |

| Carrara 23ª giornata | Carrarese | 3 – 0 | Ternana |  |

| Terni 24ª giornata | Ternana | 3 – 0 | Pistoiese | Stadio Viale Brin |

| San Benedetto del Tronto 25ª giornata | Sambenedettese | 5 – 0 | Ternana |  |

| Terni 26ª giornata | Ternana | 1 – 2 | Siena | Stadio Viale Brin |

| Piombino 27ª giornata | Piombino | 4 – 0 | Ternana |  |

| Terni 28ª giornata | Ternana | 1 – 2 | Tivoli | Stadio Viale Brin |

| Terni 29ª giornata | Ternana | 1 – 4 sospesa all'85° per intemperanze dei tifosi locali | Anconitana | Stadio Viale Brin |

| Cagliari 30ª giornata | Cagliari | 7 – 2 | Ternana |  |

| Carbonia 31ª giornata | Carbosarda | 1 – 0 | Ternana |  |

| Ascoli Piceno 32ª giornata | Ternana | 1 – 3 | Maceratese |  |

| Fucecchio 33ª giornata | Vigor Fucecchio | 1 – 0 | Ternana |  |

| Rieti 34ª giornata | Ternana | 1 – 2 | Latina |  |

| Perugia 35ª giornata | Perugia | 4 – 0 | Ternana |  |

| Signa 36ª giornata | Le Signe | 2 – 1 | Ternana |  |

| Foligno 37ª giornata | Ternana | 1 – 1 | Monsummanese |  |

| Grosseto 38ª giornata | Grosseto | 6 – 1 | Ternana |  |

| Pescara 39ª giornata | Pescara | 1 – 0 | Ternana |  |

| Foligno 40ª giornata | Ternana | 1 – 2 | Jesina |  |